# Theo Melcher
Theo Melcher (* 1960 in Fretter) ist ein deutscher Kommunalpolitiker (CDU), der bei den Kommunalwahlen 2020 zum Landrat des Kreises Olpe in Nordrhein-Westfalen gewählt worden ist.
Melcher studierte Rechtswissenschaften an der Universität Bonn. Das Studium schloss er 1986 mit dem ersten juristischen Staatsexamen und nach seinem Referendariat am Landgericht Siegen vier Jahre später mit dem zweiten juristischen Staatsexamen ab. Anschließend trat er eine Stelle als Justiziar beim Kreis Olpe an. 1991 wurde er zum Leiter des Umweltamtes und 1997 zum Kreisdirektor befördert. In dieser Funktion leitete er 2020 den im Zuge der Corona-Pandemie eingerichteten Krisenstab im Kreis Olpe, wo es in den ersten Monaten besonders viele Todesfälle in Zusammenhang mit COVID-19 gab.
Nachdem der langjährige Landrat des Kreises Olpe, Frank Beckehoff, bekanntgegeben hatte, 2020 nicht erneut anzutreten, meldete Theo Melcher, CDU-Mitglied seit 1983, sein Interesse an einer Kandidatur an. Mit fast 98 Prozent der Stimmen wählte die CDU ihn daraufhin zu ihrem Landratskandidaten. Bei drei Gegenkandidaten erzielte er bei der Landratswahl am 13. September 2020 insgesamt 65,8 Prozent der Stimmen und wurde damit schon im ersten Wahlgang zum neuen Landrat gewählt. Seine Amtszeit begann am 1. November 2020.
Theo Melcher ist verheiratet und Vater von drei Kindern. 2008 war er Schützenkönig der Schützenbruderschaft St. Matthias in seinem Heimatort Fretter.